# 町田市立南つくし野小学校
町田市立南つくし野小学校（まちだしみなみつくしのしょうがっこう）は、東京都町田市にある公立の小学校である。通称「南つく」

## 沿革
- 1976年度 - 町田市で予算化される。
- 1980年4月1日 - 町田で41番目の市立小学校として開校。
- 1980年6月10日 - この日を開校記念日と定める。
- 1981年3月7日 - 校歌・校章ができ、発表会を行う。
- 1983年7月 - ランチルームができる。
- 1983年8月22日～10月6日 - 校庭の整地工事を行う。
- 1990年3月 - 社会科資料室ができる。
- 1991年2月23日 - 『父母の会』が設立される。
- 1991年4月 - 調べ物図書室ができる。
- 1991年8月30日 - 工芸窯ができる。
- 1995年4月 - 中庭に池を作る。
- 1997年3月 - 社会科資料室を『すずかけ博物館』に改名。
- 1998年2月 - パソコン室ができる。（できる前は第2音楽室だった。）
- 2002年3月22日 - 日時計を設置する。
- 2004年9月 - 『水の出谷戸の泉』が完成。（中庭の池）
- 2006年8月 - サマースクールがはじまる。
- 2007年3月 - すずかけ博物館閉館
- 2007年7月～8月 - 校舎の耐震工事を行う。
- 2009年6月 - 焼却炉跡地に花壇を設置する。図書室の本をコンピュータ管理化する。

## 年間行事
一年生を迎える会
在校生（2～6年生）が新入生を歓迎する。主に出し物やプレゼント、合唱の披露などをする。
運動会
赤組、白組に分かれて各学年で競技をする。学年によって競技内容は異なるが、徒競争、団体競技(玉入れ等)、リズム競技は全学年共通。また、ラストには大玉送りがあり、全校で行う。2周後、先にグラウンド中心の台に配置した組の勝利。
サマースクール
夏休み中の数日間の間に催される、体験教室・実験教室のような授業。一人一個受けたい授業を予め選択しておき、数日間のうち一日登校する。
なんつくオリンピック(すぎなまつり)
南つくし野小学校の伝統行事。3～6年生が店(出し物)を出し、1・2年生が客となって出し物を楽しむ。前半と後半に分かれており、3～6年生は前半と後半のどちらかで店の従業員として活動するが、1・2年生は前半・後半共に客として楽しむことができる。
学習発表会、学芸会
展覧会と交互に行われる行事。各学年でひとつの作品を作り上げる。役を演じる人や、ナレーターなど、色々な役割がある。
展覧会
学芸会と交互に行われる行事。全学年、図工の時間に製作した作品が体育館などに展示される。
遠足・校外学習
各学年で行く場所は異なる。春と秋にある。
川上村移動教室（5年生）
小学校に入って初めての宿泊行事。1泊2日でスキーを学習する。
日光移動教室（6年生）
日光市内の歴史的名所や華厳滝、東照宮などを見学する宿泊行事。2泊3日。
6年生を送る会
1～5年生から6年生へプレゼントや出し物をする。6年生からも合唱や楽器演奏などが披露される。

## 委員会活動
任期は半年である。
代表委員会
各クラス男女一人ずつ。
情報委員会
ポスターの製作、貼り付けや、校内環境の管理。
保健委員会
保健に関するポスターを製作したり、手洗い場の水石鹸の補充など。
運動委員会
休み時間のボールの貸出等、多数の役割。
栽培委員会
校庭の花などの手入れ。
飼育委員会
飼育小屋の動物たちへのエサやり、小屋清掃など。
図書委員会
本の管理や手続き、ポスターの作成など。
給食委員会
お昼の放送での献立の紹介、ポスター作成
集会委員会
朝の集会を実施したり、内容を考えたりする。
美化委員会
掃除ロッカー、用具の点検や、ハンカチチェックなど。
放送委員会
朝、昼、下校時の放送や、朝会の時に必要な用具を出したりする。

## クラブ活動

### 運動系
- 球技クラブ
- なわとび・一輪車・竹馬クラブ
- 卓球クラブ
- バドミントン、ソフトバレークラブ
- ダンスクラブ

### 文化系
- ボードゲームクラブ
- 手芸クラブ
- 工作クラブ
- パソコンクラブ
- マンガ・イラストクラブ
- 実験クラブ
- 音楽クラブ

## すぎな学級
南つくし野小学校の特別支援学級で、主に知的障害児を受け入れている。また、年に一度、八王子への宿泊学習がある。

## 服装
特に指定は無く、私服で登下校、生活する。

## 交通
- 最寄駅　
  - 東急田園都市線すずかけ台駅

## 著名な出身者
- 石井貴士 - 1986年卒、信越放送アナウンサー、作家、心理カウンセラー